# Caradrina tenera
Caradrina tenera är en fjärilsart som beskrevs av Bang-haas 1912. Caradrina tenera ingår i släktet Caradrina och familjen nattflyn. Inga underarter finns listade i Catalogue of Life.